# Podisma carpetana
Podisma carpetana es una especie de saltamontes de la familia Acrididae. No vuela, es endémica de España y habita en pastizales y matorrales, como enebrales rastreros y piornales, entre los 1400 y los 2400 m de altitud. Se han descrito dos subespecies: Podisma carpetana ignatii, presente en la cordillera cantábrica (principalmente Asturias y Cantabria) y en el sistema ibérico riojano y soriano, y Podisma carpetana carpetana, localizada solamente en la sierra de Guadarrama. La subespecie P. c. carpetana es muy escasa y permaneció sin citas entre 1960 y 2013.
Se ha evaluado su estado de conservación y se ha clasificado como vulnerable (VU) en la lista roja de UICN y la Lista roja de los ortópteros europeos, debido a la reducida área de ocupación de la especie (entre 136 y 1500 km²), a la fragmentación de la población y al declive en la calidad del hábitat, en el número de subpoblaciones y en el número de individuos adultos. Se incluye como especie en peligro de extinción en el Catálogo regional de especies amenazadas de fauna y flora silvestres de la Comunidad de Madrid, y también como especie silvestre en régimen de protección especial en Asturias. El incendio producido en agosto de 2019 en la sierra de Guadarrama afectó al hábitat de Podisma carpetana, aunque los bomberos y agentes forestales consiguieron salvar los núcleos de población más importantes. La especie también se ve afectada por las carreras de montaña como la Gran Trail Peñalara y la Trail Peñalara 60K, que reúnen a centenas de corredores que degradan el ecosistema del saltamontes a su paso.